# 芒告大山山脉
芒告大山是云南省临沧市沧源佤族自治县的一条山脉，呈南北走向，属窝坎大山余脉，主峰位于勐角傣族彝族拉祜族乡境内，最高海拔2,498.7米。山脉地跨勐角、勐董两个乡镇，面积145.41平方公里。“芒告大山”是傣语地名，意为“老寨山”。植被为阔叶林，有煤矿资源，多耕地。:55:16

## 资料来源
1. ↑  沧源佤族自治县地方志编撰委员会. . 昆明: 云南民族出版社. 1998年12月. ISBN 7-5367-1498-X.
2. ↑  沧源佤族自治县民族中学地理室, 沧源佤族自治县交通局. . 昆明: 云南科技出版社. 2002年12月. ISBN 7-5416-1753-9.